# Geschichte der Falklandinseln
Die Geschichte der Falklandinseln umfasst die Entwicklung der Falklandinseln von ihrer Entdeckung durch Europäer im 16. Jahrhundert bis zur Gegenwart. Bei ihrer europäischen Entdeckung waren die Falklandinseln unbewohnt. Aber Funde von Kanus und Pfeilspitzen bezeugen, dass die Inseln schon vorher von den Yámana, einem indianischen Volk von Feuerland, besucht wurden.

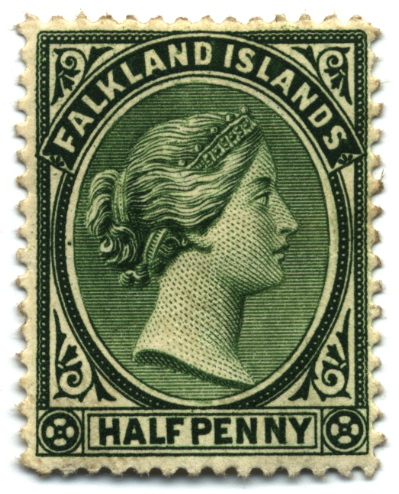
Briefmarke der Falklandinseln (½ Penny), 1891

## Geschichte

### Entdeckung

#### Ungesicherte Sichtungen durch Spanier
Verschiedene Sichtungen der Inselgruppe sind verzeichnet, aber umstritten bzw. gelten als unsicher.
So könnten 1501 Amerigo Vespucci, 1520 Estêvão Gomes (einer der Kapitäne Ferdinand Magellans auf seiner Weltumseglung) und 1540 Francisco de Camargo die Inseln gesichtet haben.

#### Gesicherte Entdeckungen

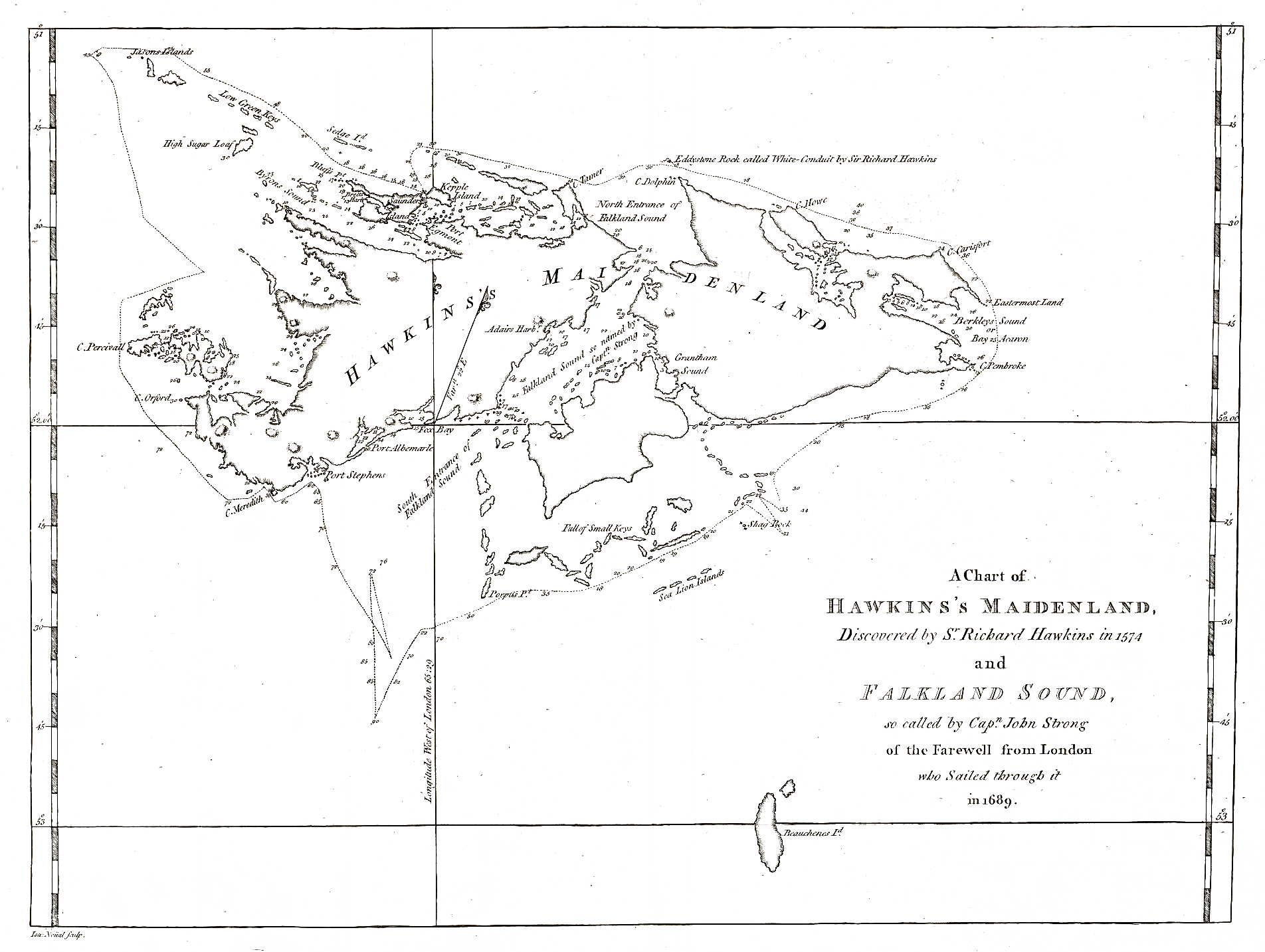
Karte der Inseln von 1773

Die erste als gesichert geltende Sichtung erfolgte 1592 durch den Engländer John Davis mit dem Schiff Desire, als er Thomas Cavendish auf seiner letzten Fahrt begleitete.
Der Engländer Richard Hawkins erreichte 1594 die Inselgruppe und benannte sie als eine Kombination aus seinem eigenen Namen und dem Namen der englischen Königin Elisabeth I., der Maid, in Hawkins’ Maidenland.
Der Niederländer Sebald de Weert besuchte den Archipel am 24. Januar 1600 und gab ihm den Namen Sebald Eilands. Dieser Name und auch die spanischen Entsprechungen Islas Sebaldinas bzw. Sebaldes wurden auf Seekarten bis in das 19. Jahrhundert hinein benutzt.
Im Jahre 1690 wurden die Inseln erstmals durch John Strong betreten, der den Falklandsund entdeckt und nach Anthony Cary, 5. Viscount Falkland, einem schottischen Politiker, zur Zeit der Expedition als Treasurer of the Navy verantwortlich für die Finanzen der Royal Navy, benannte. Der moderne Name der Inselgruppe geht letztlich auf die Bezeichnung des Sunds zurück.

### Erste Siedlungen
Die erste Ansiedlung mit aus Kanada vertriebenen Franzosen errichtete Louis Antoine de Bougainville 1764 auf Ostfalkland am Berkely Sound. Die Siedlung wurde nach Ludwig XV. Port Louis benannt. Die Kolonie wurde 1767 an Spanien verkauft und zählte zu diesem Zeitpunkt schon 150 Siedler. Mit der spanischen Übernahme wurde Port Louis in Puerto Soledad umbenannt. Der französische Name der Inselgruppe Les Nouvelles Malouines geht auf Bougainvilles bretonische Sponsoren aus Saint-Malo zurück und ist der Ursprung des bis heute gebräuchlichen spanischen Namens Islas Malvinas bzw. Malwinen.
Der Brite John Byron landete 1765 in der Bucht Port Egmont und nahm Westfalkland in Besitz der britischen Krone.
Wahrscheinlich ohne Kenntnis der französischen Bemühungen gründete John McBride 1766 auf Saunders Island nordwestlich von Westfalkland den ersten britischen Stützpunkt Port Egmont. Ziel der Ansiedlung war die Sicherung der strategisch wichtigen Seewege durch die Magellanstraße und die Drakestraße um das Kap Hoorn.
Die Spanier waren jedoch an einer Kontrolle des gesamten Inselgebietes interessiert, was zur Falklandkrise von 1769 bis 1771 führte. Dabei landeten 1770 überlegene spanische Kräfte in Port Egmont, die die weit unterlegenen Briten kampflos gefangen nahmen und vertrieben. Infolgedessen drohte Großbritannien Spanien mit Krieg, in den sich allerdings auch Frankreich auf spanischer Seite einzuschalten drohte, woraufhin längere Verhandlungen zwischen Spanien, Großbritannien und Frankreich folgten, in deren Ergebnis 1771 als Kompromiss die Spanier einer Rückkehr der Briten nach Port Egmont zustimmten.
Drei Jahre später, im Jahre 1774, gaben die Briten ihren Stützpunkt aus wirtschaftlichen Gründen auf. Ein weiterer Grund war der Ausbruch der Amerikanischen Revolution, die eine Umgruppierung der britischen Kräfte erforderte. Allerdings gaben die Briten ihren Anspruch auf die Inseln nie auf und hinterließen an ihrem Stützpunkt eine Fahne und eine Bleiplakette, die den Anspruch manifestieren sollten.
1775 entdeckte James Cook die Südsandwichinseln und benannte sie nach dem unbeliebten ersten Lord der Admiralität. Er erwähnte in seinem Reisebericht Port Egmont mehrfach, obwohl er den Ort nie besucht hat.

### Argentinische Unabhängigkeit und britische Inbesitznahme
Nach der argentinischen Mai-Revolution am 25. Mai 1810 mussten die Spanier 1811 die Inseln räumen. 1816 erreichte das Vizekönigreich des Río de la Plata die endgültige Unabhängigkeit von Spanien. Der neue Staat nannte sich Vereinigte Provinzen des Río de la Plata und erhob Anspruch auf die Inseln. Ab 1820 begannen die ersten Ansiedlungsbemühungen.
1823 vergab die Regierung in Buenos Aires die Fischfang- und Jagdrechte an den privaten Investor Jorge Pacheco. Dieser trat einen Teil seiner Konzessionen an Luis Vernet (einen Hamburger Kaufmann) ab, der erst im Juni 1826 auf die Malvinas reiste und zunächst von Rinderhaltung lebte.
1829 wurde Luis Vernet zum Inselkommandanten ernannt. Seine jüngste Tochter Malvina wurde am 5. Februar 1830 als erste Argentinierin auf den Inseln geboren. Neben seiner Familie mit nun vier Kindern und ihm lebten auch einige britische, deutsche und holländische Familien, zusammen etwa 100 Personen, in Port Louis. Vernet versuchte sein Monopol bei benannten Fischfang- und Jagdrechten mit Gewalt gegen US-amerikanische Walfänger durchzusetzen. Infolgedessen griff die US-Navy Vernets Siedlung an und zerstörte Puerto Soledad. Die USA erklärten 1831 die Inseln zum Niemandsland und dass sie jede argentinische Ansiedlung auf den Inseln als Piratennest betrachten würden.
Charles Darwin und Robert FitzRoy besuchten während ihrer Reise 1831–1836, die für Darwin den Anstoß zur Entwicklung seiner Evolutionstheorie geben sollte, mit der Beagle die Inseln und wurden von der Familie Vernet bewirtet.
1832 kehrten die Briten nach Port Egmont zurück. Am 2. Januar 1833 ankerte das britische Kriegsschiff Clio im Hafen von Puerto Louis. Der an Bord kommende argentinische Offizier wurde aufgefordert, die argentinische Flagge einzuholen sowie die Inseln mitsamt der argentinischen Administration zu verlassen, was am 5. Januar geschah. So wurden die Inseln offiziell von Großbritannien in Besitz genommen, wogegen die USA nichts unternahmen. 1837 wurde eine Kolonialverwaltung eingerichtet und 1843 Port Stanley gegründet, das 1845 zur Hauptstadt erklärt wurde.
1859 erkannte Spanien die Unabhängigkeit Argentiniens an, machte aber keine Aussage zu den Falklandinseln.

### Britische Kolonie

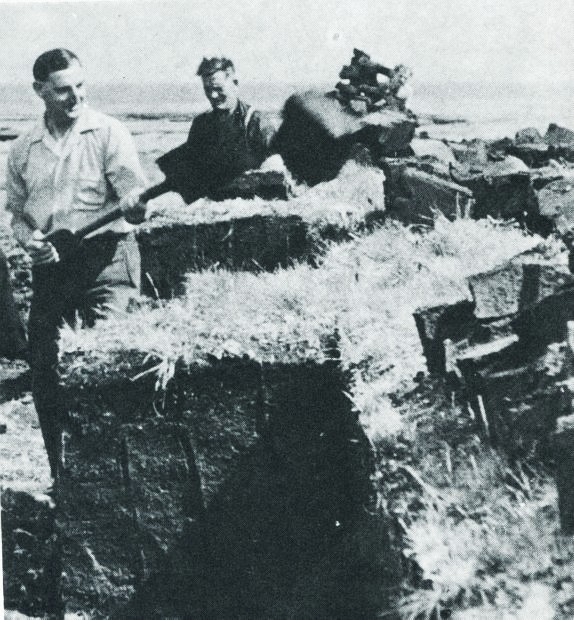
Torfstechen auf den Falklandinseln (um 1950)

1911 zählten die Falklandinseln 3 275 Einwohner, von denen 916 in Port Stanley lebten.
In der folgenden Zeit wurde in Stanley ein Flottenstützpunkt errichtet und ausgebaut und die Inseln von Schafzüchtern besiedelt. Im Ersten Weltkrieg dienten die Inseln als relativ unbedeutender Marinestützpunkt. Trotzdem kam es am 8. Dezember 1914 zum Seegefecht bei den Falklandinseln, bei dem das deutsche Ostasiengeschwader fast vollständig vernichtet wurde.
Im Zweiten Weltkrieg wurde die Besatzung der Inselgruppe verstärkt, da eine japanische Invasion befürchtet wurde. Der Marinestützpunkt diente als strategische britische Bastion im Südatlantik und hatte bei der Vernichtung der Admiral Graf Spee einige Bedeutung.
Nach dem Zweiten Weltkrieg versuchte die UNO mehrfach, den Falklandkonflikt zu lösen. Unter anderem forderte sie 1965 mit der UN-Resolution 2065 sowohl Argentinien als auch Großbritannien auf, den Konflikt friedlich und im Sinne der Einwohner der Inselgruppe zu lösen.
1966 kam es zu einer privaten argentinischen Invasion auf dem Flugfeld von Stanley. Die beiden Staaten verständigten sich 1971 auf eine gewisse Zusammenarbeit. U.a. wurde die gemeinsame Nutzung von Krankenhäusern und Schulen auf dem Festland geregelt. Weitere Gespräche erfolgten in der Zeit zwischen 1980 und 1982.

### Falklandkrieg
Im Laufe der Jahre wandelte sich die Bedeutung der Inseln. Seit längerer Zeit werden im Seegebiet der Inseln große Vorkommen an fossilen Brennstoffen vermutet. Außerdem bieten die Inseln eine ideale Basis für Gebietsansprüche in der Antarktis. Diese Gründe und die unten genannten innenpolitischen Probleme führten zum Krieg.
Bereits 1976 hatte sich das argentinische Militär unter Jorge Videla an die Macht geputscht. 1979 gewann die konservative Margaret Thatcher in Großbritannien die Wahlen. 1981 wurde General Galtieri in Buenos Aires Chef der Militärregierung. Die argentinische Militärdiktatur stand vor einem wirtschaftlichen Scherbenhaufen und musste nach längeren blutigen Unruhen um die Macht fürchten. Sie nutzte den über 200 Jahre alten Falklandkonflikt und begann am 2. April 1982 den Falklandkrieg, obwohl die Verbindungen zwischen den Inseln und Argentinien schon sehr eng geworden waren. Überlegene argentinische Streitkräfte besetzten ohne großen Widerstand die schwach verteidigten Falkland- und Südsandwichinseln. Die konservative Regierung in London hatte ebenfalls innenpolitische Probleme aufgrund ihrer harten und wenig populären Reformen, was wohl einer der Gründe für ihre kompromisslose Reaktion war. Die Briten begannen ab dem 1. Mai 1982 die Rückeroberung der Inseln. Der Krieg endete am 20. Juni 1982 mit einem britischen Sieg. Infolge des Krieges stürzte die argentinische Militärdiktatur.

### Nachkriegszeit
Aufgrund des argentinischen Angriffes wurden starke britische Land- und Luftstreitkräfte auf den Inseln stationiert, die bis heute (2012) dort verbleiben. Erst 1990 nahmen Argentinien und Großbritannien wieder diplomatische Beziehungen auf. Argentinien besteht bis zum heutigen Tag genauso auf seinem Anspruch wie Großbritannien, Veränderungen des momentanen Status werden abgelehnt. Die Bevölkerung ist probritisch.
Zu Beginn des Jahres 2010 begann Großbritannien mit Ölbohrungen rund um die Inseln. Argentinien verschärfte daraufhin die Kontrollen der Schifffahrt zu den Falklandinseln.
Anfang Juni 2012 kündigte die Regierung der Falklandinseln für die erste Jahreshälfte 2013 eine Volksabstimmung über den politischen Status an. Die Entscheidung über das Referendum sei „mit voller Unterstützung der britischen Regierung“ gefallen und solle alle Zweifel am Wunsch der Bevölkerung ausräumen, ein britisches Überseegebiet mit autonomer Regierung zu bleiben. Das Referendum wurde am 10. und 11. März 2013 abgehalten. 99,8 Prozent der Abstimmenden sprachen sich für einen Verbleib bei Großbritannien aus, stimmberechtigt waren 1672 Menschen. Die Wahlbeteiligung lag bei ca. 92 Prozent.

## Zeittafel

### Bis 1800
- 1501: mögliche Sichtung durch Amerigo Vespucci.
- 1520: mögliche Sichtung durch Esteban Gomez.
- 1540: mögliche Sichtung durch Francisco de Camargo.
- 1592: als sicher angesehene Sichtung durch den Engländer John Davis (Davis-Inseln).
- 1594: Sichtung durch Richard Hawkins (Hawkins' Maidenland).
- 1600: Sichtung durch den Niederländer Sebald de Weert (Sebald Eilands).
- 1675: der britische Kaufmann Antoine de la Roché sichtet Südgeorgien.
- 1690: Landung des Engländers John Strong auf den Falklandinseln/Malwinen (Falklandinseln).
- 1764: Louis Antoine de Bougainville gründet die erste französische Siedlung auf Ostfalkland (Port Saint Louis); die Franzosen nennen die Inseln Nouvelles Malouines.
- 1766: britischer Außenposten auf Saunders Island bei Westfalkland (Port Egmont).
- 1769: die Franzosen verkaufen ihre Besitzungen an die Spanier, die die Inseln fortan als Malvinas bezeichnen.
- 1770: die Spanier vertreiben die Briten aus Port Egmont.
- 1771: die Briten kehren nach Port Egmont zurück.
- 1774: die Briten geben Port Egmont auf.
- 1775: James Cook landet auf Südgeorgien, kurz darauf entdeckt er die Südlichen Sandwichinseln.

### 19. Jahrhundert
- 1810: Argentinien rebelliert gegen Spanien.
- 1811: die Spanier verlassen die Inseln, die fortan unbewohnt sind.
- 1816: Argentinien erlangt die Unabhängigkeit und erhebt Anspruch auf die Inseln.
- 1820: US-Amerikaner vertreiben auf argentinischen Wunsch hin britische Walfänger von Ostfalkland.
- 1826: Argentinien genehmigt ein Kolonisationsprojekt.
- 1829: Argentinien konstituiert eine Inselkommandantur.
- 1831: US-amerikanische Kriegsschiffe zerstören die Hafenanlagen; die USA erklären die Inseln zum Niemandsland.
- 1832: die Briten kehren nach Port Egmont zurück.
- 1833: die Briten besetzen entgegen massiver argentinischer Proteste den gesamten Archipel, die USA erheben keinen Einspruch.
- 1837: Einrichtung einer britischen Kolonialverwaltung.
- 1843: Gründung von Port Stanley.
- 1845: Port Stanley wird Hauptstadt.
- 1859: Spanien erkennt die Unabhängigkeit Argentiniens an, äußert sich aber nicht zu den Falklandinseln/Malwinen.

### 20. Jahrhundert
- Ab 21. Juli 1908 beansprucht Großbritannien die Südlichen Shetlandinseln. Diese und Grahamland, Südlichen Orkneyinseln werden ab da oder später zu Dependencies der Falkland-Inseln.
- Erster Weltkrieg: Die Falklandinseln/Malwinen sind ein unbedeutender britischer Versorgungsstützpunkt. Es kommt zu einem Seegefecht im Seegebiet des Archipels, bei dem das deutsche Ostasiengeschwader vernichtet wird.
- 1925 Argentinien erhebt jetzt auch Anspruch auf Südgeorgien und die Südlichen Sandwichinseln.
- Zweiter Weltkrieg: Die Inseln dienen den Briten als strategischer Stützpunkt zur Kontrolle des südlichen Atlantiks.
- 1960er UNO-Resolution, die eine Lösung im Sinne der Einwohner der Inseln fordert.
- 3. März 1962: Die Dependencies (Nebengebiete) der Falklandinseln werden zum Britischen Antarktis-Territorium (BAT).
- 1971: Entspannung; Verträge über Zusammenarbeit, unter anderem wird die Nutzung von Krankenhäusern und Schulen auf dem argentinischen Festland geregelt.
- 1979: Margaret Thatcher gewinnt die Unterhauswahlen.
- 1981: General Galtieri putscht sich in Buenos Aires an die Macht.
- 1980–1982 positiv verlaufende Gespräche über die Zukunft der Inselgruppe.
- 1982: Falklandkrieg (siehe auch Zeittafel des Falklandkrieges).
- 1983: Die Bewohner der Inseln erhalten die volle britische Staatsbürgerschaft.
- 1985: Südgeorgien und die Südlichen Sandwichinseln werden administrativ von den Falklandinseln abgespalten und bilden fortan ein eigenständiges britisches Überseegebiet.
- 1990: Wiederaufnahme der diplomatischen Beziehungen zwischen Argentinien und dem Vereinigten Königreich.

### 21. Jahrhundert
- Das 21. Jahrhundert begann in Argentinien mit einer schweren Wirtschaftskrise (siehe Argentinien-Krise). Diese hatte 1998 begonnen; 2001/02 kollabierte das Finanzsystem. Es folgte eine Periode großer politischer Instabilität. Am 3. August 2012 – zehn Jahre nach dem Staatsbankrott – hat Argentinien den Rest seiner aus diesem Staatsbankrott stammenden Schulden abbezahlt. Die letzte Rate betrug 2.300.000.000 US$.
- 2012: Präsidentin Kirchner trägt das argentinische Anliegen vor dem UN-Ausschuss für Entkolonialisierung vor[8]. Die Inseln seien „Teil des Südatlantiks und Argentiniens.“
- 2013: Anfang Januar 2013 fordert die Präsidentin Argentiniens, Kirchner, den britischen Premierminister Cameron in einem offenen Brief auf, die Falklandinseln zurückzugeben.[9]
- 2013: Am 10. und 11. März 2013 wird auf den Inseln ein Referendum über den zukünftigen politischen Status der Inselgruppe abgehalten. 99,8 Prozent der Bewohner sprechen sich für einen Verbleib bei Großbritannien aus. Die argentinische Präsidentin Kirchner hatte schon vorher angekündigt, das Ergebnis des Referendums nicht anzuerkennen.[10][11] Nachdem sich die große Mehrheit der Inselbewohner für eine weitere Zugehörigkeit zu Großbritannien entschieden hatte, bezeichnete Kirchner das Referendum am 12. März 2013 als „Parodie“.[12] Der britische Premierminister David Cameron erklärte, dass Argentinien das Referendum anerkennen müsse,[13] und die britische Regierung gab bekannt, dass sie alles tun werde, um die Inseln zu verteidigen.[14]
- 2016: Die UN-Commission on the Limits of the Continental Shelf entschied im März 2016, dass die Gewässer Argentiniens die Falklandinseln mit einschließen, da die Wasserfläche des Landes gemäß einem Bericht Argentiniens aus dem Jahr 2009 um 1,7 Millionen Quadratkilometer ausgedehnt wurde und zwischen 320 km und 560 km von der Küste endet. Die Regierung der Falklandinseln erklärte, dass die UN-Kommission nicht über umstrittene Gebiete entscheiden dürfte und die Auswirkungen der Entscheidung blieben zunächst unklar.[15]
- 2016: Argentinien und das Vereinigte Königreich beschließen den Foradori-Duncan-Pakt, der die Förderungen von Gas und Öl sowie Schifffahrt und Fischerei rund um die Falklandinseln regelte.[16]
- 2023: Die argentinische Regierung von Alberto Ángel Fernández kündigt im März 2023 den im Jahr 2016 geschlossenen Foradori-Duncan-Pakt einseitig auf und erklärt, über die Souveränität der Falklandinseln verhandeln zu wollen.[16]